# Berkenbrück
Berkenbrück – gmina w Niemczech, w kraju związkowym Brandenburgia, w powiecie Oder-Spree, wchodzi w skład Związku Gmin Odervorland. Leży na historycznej ziemi lubuskiej. Przez gminę przebiega autostrada A12, łącząca Berlin z granicą polsko-niemiecką.
W Berkenbrück znajduje się zabytkowy kościół z XIX w. Przez centrum wsi przechodzą: szlak Spreeradweg i Droga św. Jakuba.

## Demografia
Wykres zmian populacji Berkenbrück od 1875 roku:

## Galeria

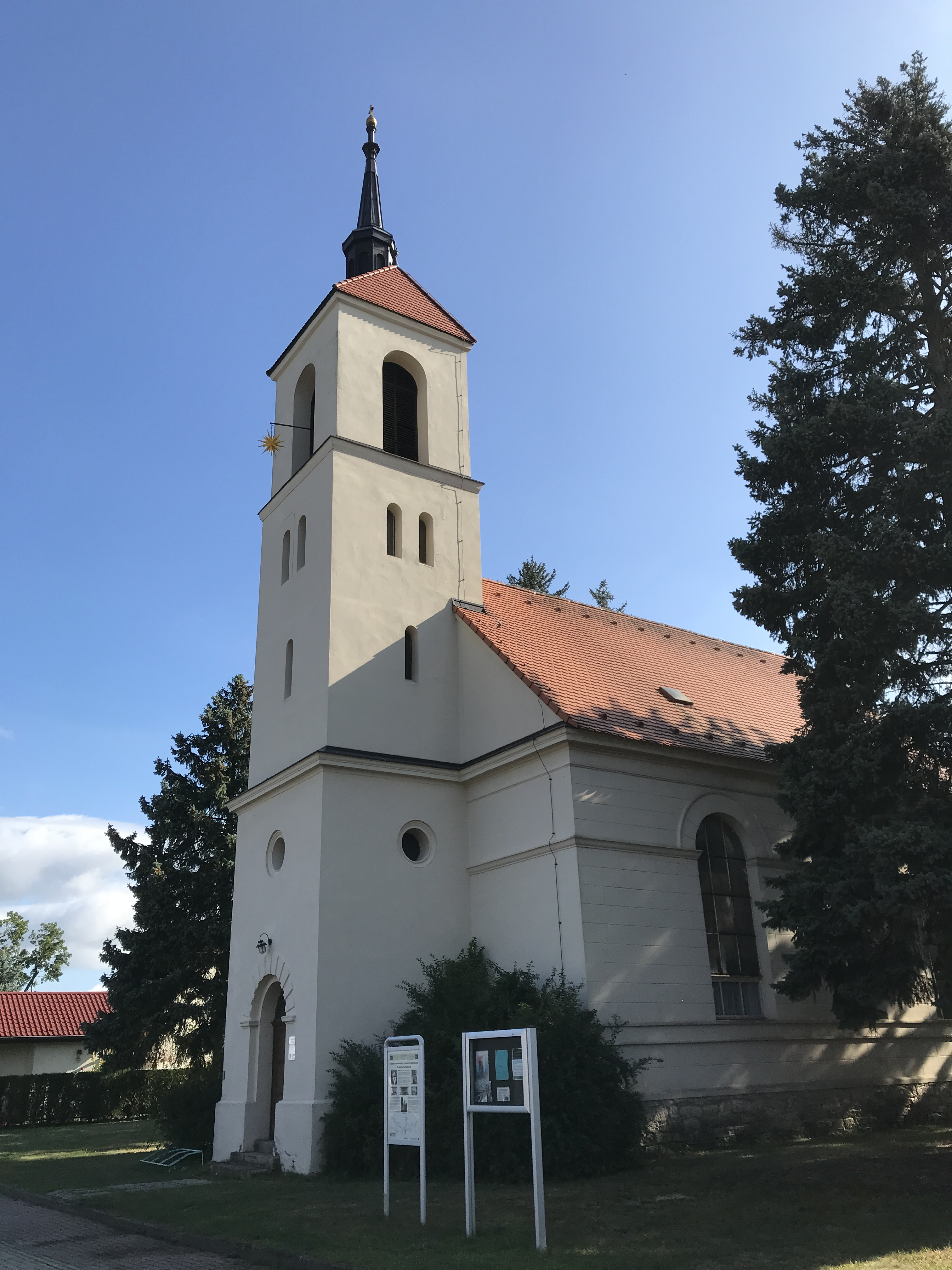
Zabytkowy kościół
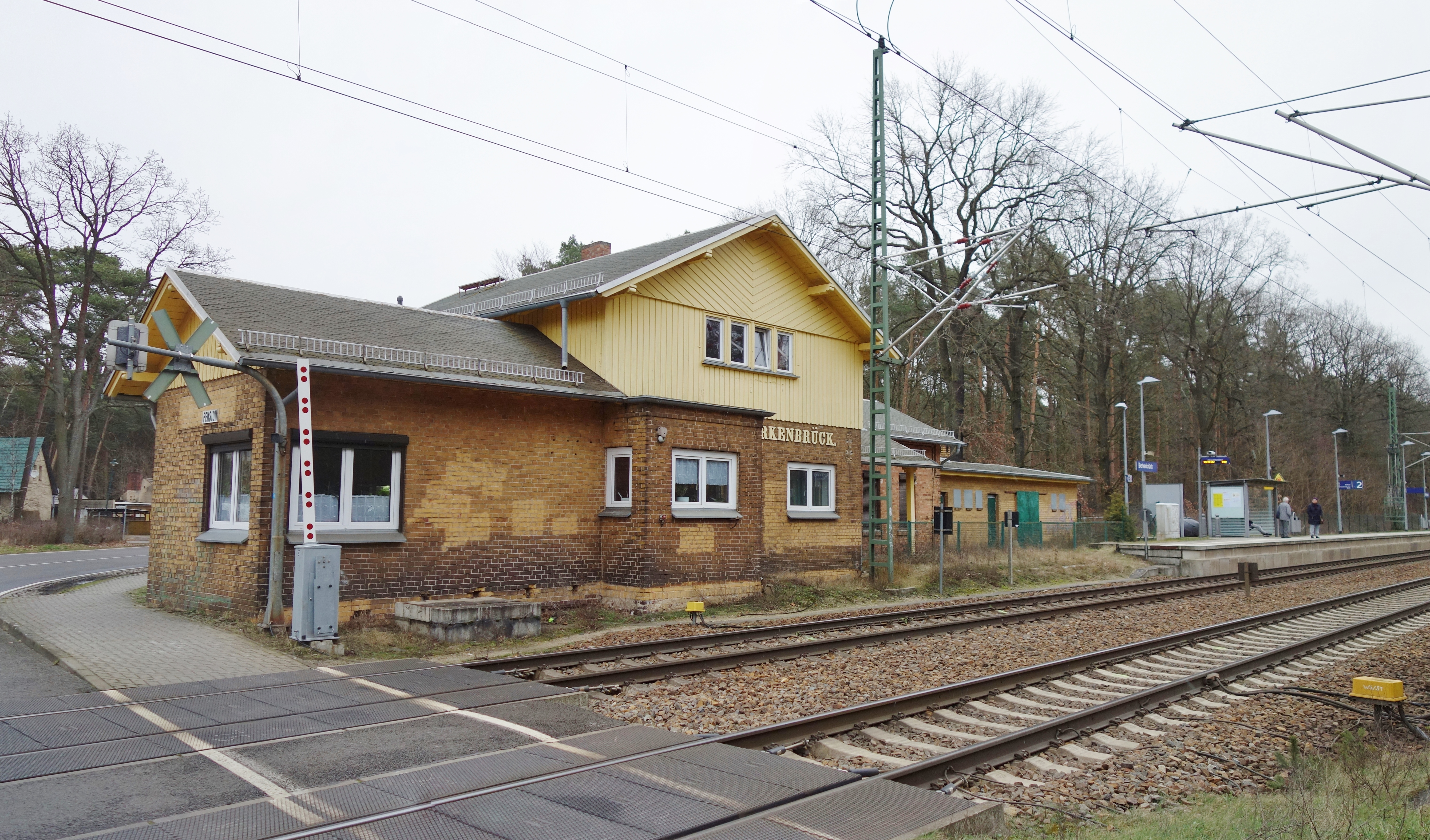
Stacja kolejowa
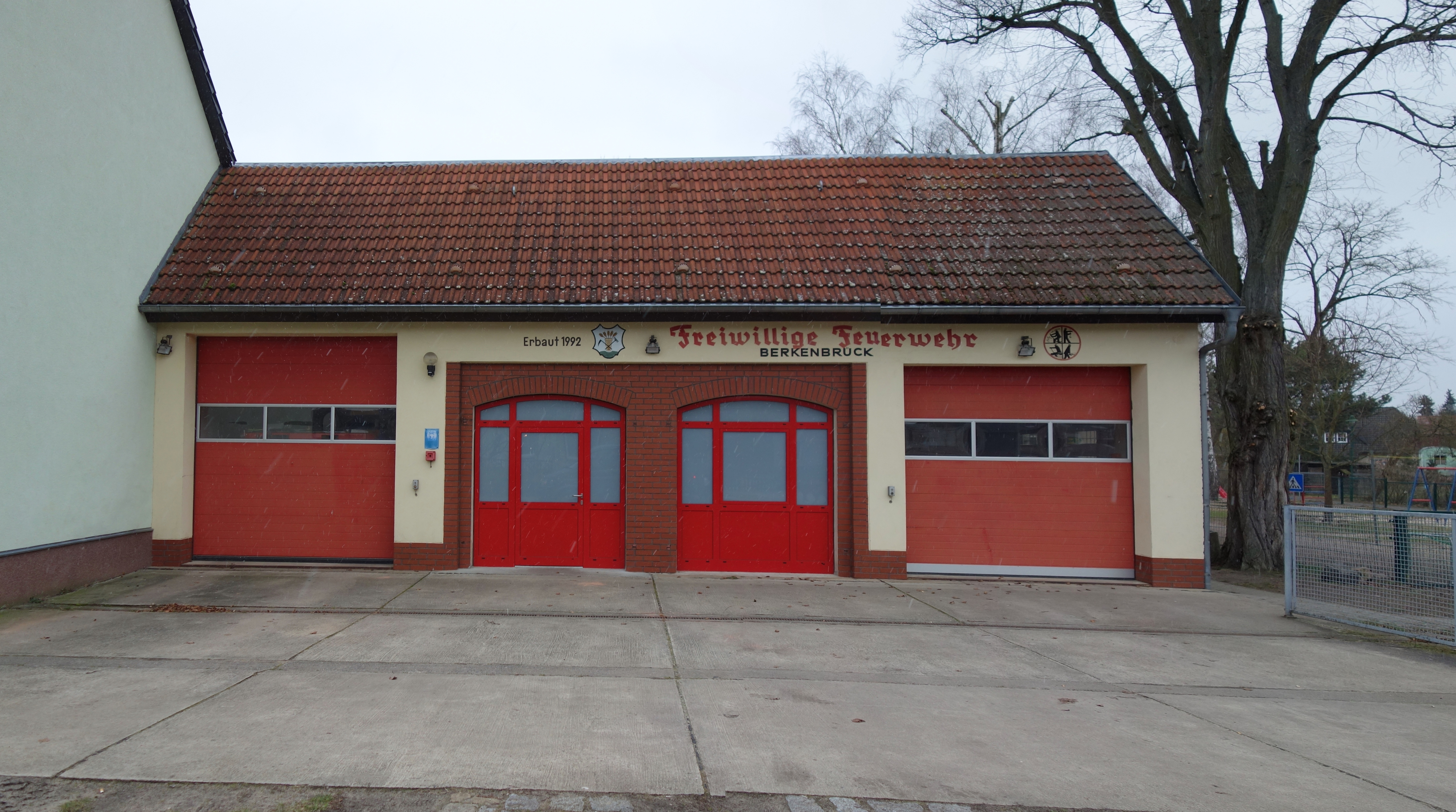
Straż pożarna